# Jajkatekara
Jajkatekara, jajkatekar (jap. ヤイカテカラ yaikatekara) – gatunek literacki wywodzący się z tradycji ajnuskiej. Pieśń miłosna, wykonywana zarówno przez mężczyzn, jak i kobiety. Szczególną popularnością cieszyła się wśród młodych dziewcząt. Przeważnie wykonywano je w samotności.
B. Piłsudski i I. Kubodera zaliczyli jajkatekara do liryki.